# 銀大眼鱈
銀大眼鱈為輻鰭魚綱鱈形目鱈科的其中一種，分布於北大西洋區的地中海海域，棲息深度100-1000公尺，本魚眼大，背鰭3個、臀鰭2個，無側線孔，體色從背面粉紅色到淺棕色至兩側和腹部銀色，鱗片大，銀色，容易脫落，體長可達15公分，棲息在沙泥底質的海域，屬肉食性，以蠕蟲、甲殼類等為食，可做為食用魚或餌魚。